# 白城铁路分局
白城铁路分局，是铁道部沈阳鐵路局下属的一家铁路分局，管辖范围基本在吉林省西部的铁路。正线长度1018km。其中黑龙江省境内68.5km，内蒙古境内313.7km。

## 历史
隶属于日满齐齐哈尔铁道局的洮南铁道监理所。1945年8月23日苏军成立白城子铁路运输司令部。1946年1月3日，在郑家屯成立西满铁路管理局，3月迁至白城子，并以白城子铁路办事处名义对外，管辖平齐铁路郑家屯至街基站，长白铁路自新庙站，以及白阿铁路。1947年1月16日，西满铁路管理局并入齐齐哈尔铁路管理局，白城子铁路办事处隶属于齐齐哈尔铁路管理局。 
1949年5月29日成立白城子铁路分局，7月1日开始办公。1950年1月1日，由于滨洲铁路划归中长铁路，白城子铁路分局划归锦州铁路管理局。1952年7月，改为白城子铁路运输分局。1958年1月1日，分局撤销，设立白城子铁路办事处，定额11人，归属齐齐哈尔铁路局。1964年1月1日，撤销办事处，恢复设立白城子铁路分局。1966年9月12日，为与地方保持一致，改称白城铁路分局。1983年10月1日，划归沈阳铁路局。

## 分局界
- 平齐铁路太平川站外202km，与通辽铁路分局为界；
- 平齐铁路街基站外450km，与齐齐哈尔铁路分局为界；
- 通让铁路太平川站外119.5km，与通辽铁路分局为界；
- 通让铁路太阳升站外335km，与齐齐哈尔铁路分局为界；
- 长白铁路前郭站外140km，与长春铁路分局为界；

## 组织机构
- 办公室
- 总工程师室
- 安全监察室
- 运输科（调度所）
- 货运科
- 客运科
- 机务科
- 车辆科
- 工务科
- 电务科
- 房产建筑科
- 审计科
- 计划统计科
- 财务科
- 人事科
- 劳动工资科（劳动定额组）
- 职工教育科
- 卫生科（计划生育办、爱卫办、环保办）
- 物资管理科
- 企业管理办
- 人防办
- 集体企业管理办
- 收入检查室
- 基建科（工程质量监督站）
- 设计室
- 装卸设备站
- 装卸管理科
- 电子计算所
- 土地林业管理办
- 教育办
- 职工学校
- 电大函授辅导站
- 职工生活科
- 工会
- 信访办
- 档案室
- 白城站
- 太平川站
- 大安北站
- 洮南车务段
- 乾安车务段
- 镇赉车务段
- 索伦车务段
- 乌兰浩特车务段
- 前郭车务段
- 白城列车段
- 白城机务段
- 大安北机务段
- 白城车辆段
- 白城工务段
- 索伦工务段
- 太平川工务段
- 大安北工务段
- 白城线桥大修段
- 白城电务段
- 大安北电务段
- 白城水电段
- 白城房产段
- 乌兰浩特房产段
- 白城职工生活供应段
- 白城材料厂
- 白城铁路医院
- 大安北铁路医院
- 太平川铁路医院
- 白城铁路卫生防疫站
- 白城铁路职工学校
- 白城建筑工程段